# Mujer egipcia con pendientes
Mujer egipcia con pendientes es una pintura de finales del siglo XIX del artista estadounidense John Singer Sargent. Realizado en óleo sobre lienzo, el trabajo retrata a una mujer egipcia. La pintura se encuentra en la colección del Museo Metropolitano de Arte en Nueva York.
Sargent realizó un viaje a Egipto, Grecia y Turquía en 1890 como parte de un proyecto para explorar el origen de la religión occidental a través del arte. Este cuadro y su compañero, Mujer egipcia, también en la misma colección, se encuentran entre su producción durante el viaje.
El trabajo se exhibe en la galería del Museo Metropolitano 774.